# Niccolò Salvietti
Niccolò Salvietti, né le 3 novembre 1993, est un coureur cycliste italien. Son père Graziano (1956) fut également coureur professionnel. 

## Biographie
En 2015, Niccolò Salvietti termine notamment deuxième de Firenze-Mare chez les amateurs italiens. Pour la saison 2016, il rejoint l'équipe continentale Norda-MG.Kvis.
En 2017, il se classe septième de Belgrade-Banja Luka I et neuvième d'une étape à la Semaine internationale Coppi et Bartali. Au mois de septembre, il est sélectionné par sa formation pour participer au championnat du monde du contre-la-montre par équipes, qui se déroule à Bergen,.

## Palmarès et résultats

### Palmarès par année
- 2015
  - 2e de Firenze-Mare
- 2019
  - 3e du Grand Prix de Gemenc I

### Classements mondiaux
| Année           | 2017   | 2018   |
| --------------- | ------ | ------ |
| UCI Europe Tour | 1 527e | 1 308e |